# Kentaro Sato
Kentaro Sato (Mie, 14 augustus 1984) is een Japans voetballer.

## Carrière
Kentaro Sato speelde tussen 2007 en 2011 voor Montedio Yamagata. Hij tekende in 2012 bij JEF United Ichihara Chiba.